# Âne au Burkina Faso
L′âne au Burkina Faso est un compagnon de travail, en particulier depuis l'introduction de la traction animale en 1925, une pratique désormais largement répandue. Les autorités ont réagi au commerce chinois portant sur la peau des ânes, interdisant l'exportation de ces peaux en août 2016. Les ânes burkinabés remplissent un important rôle socio-économique, notamment dans les régions du Sahel. Le cheptel est estimé à 1 370 000 individus en 2015. 

## Histoire

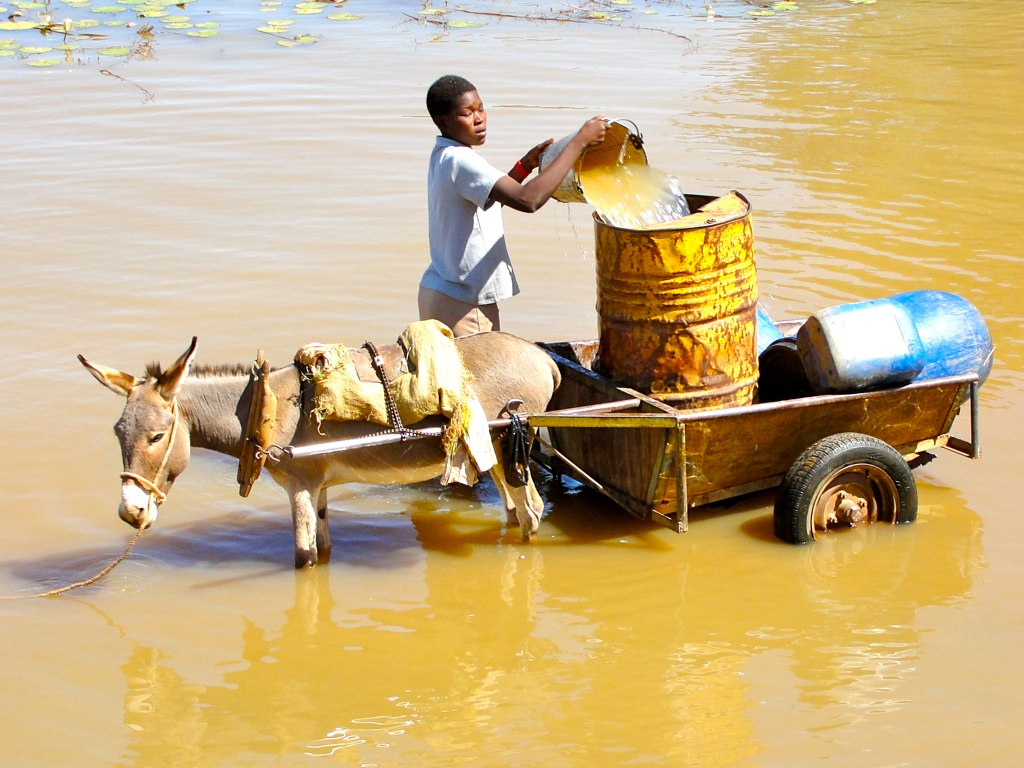
Femme burkinabée récupérant de l'eau dans sa charrette.

L'usage de la traction animale est introduit au Burkina Faso en 1925, et progresse dès lors en raison de son coût peu élevé, essentiellement avec des bœufs ou des ânes. Cependant, l'âne est présent dans ce pays depuis plus longtemps ; les Yarcé revendiquent ainsi l'utilisation de l'âne, acquis grâce au commerce trans-saharien, depuis « la nuit des temps ».
Le nombre d'ânes augmente continuellement durant la seconde moitié du XXe siècle : entre 1966 et 1996, il passe d'une estimation de 180 000 dans tout le Burkina Faso à environ 455 000 individus ; cette croissance du nombre d'ânes est par ailleurs commune à d'autres pays d'Afrique subsaharienne.
Depuis les années 2010, la population d'ânes du Burkina Faso est décimée pour les besoins de la médecine traditionnelle chinoise, qui fait un important usage des peaux d'âne,,, la viande d'âne étant aussi très prisée des Chinois. Cela entraîne une hausse des prix, la revente d'une peau d’âne étant passée de 2 000 francs CFA à 30 000-50 000 francs CFA, soit de l'équivalent de 3 euros à celui de 45 à 75 euros ; en parallèle le prix de revente des ânes est passé de 50 000 francs CFA à 70 000-90 000 francs CFA, soit entre 100 et 140 euros,. Selon Adama Maïga, directeur de la santé publique vétérinaire et de la législation, les exportations de peaux d'ânes vers la Chine sont passées de mille au premier trimestre de 2015, à plus de 18 000 au quatrième, pour plus de 60 000 peaux d'ânes exportées sur six mois en 2016.
Le 11 juillet 2016, des habitants du village de Balolé, près de Ouagadougou, détruisent un abattoir d'ânes tenu par un consortium d’hommes d’affaires pour le marché asiatique, en raison des odeurs et de la pollution qu'il génère, mais aussi de la hausse du coût d'achat des ânes, empêchant les familles burkinabé les plus pauvres d'acquérir ces animaux,. Le secteur agricole est mis en péril, notamment par des abattages clandestins d'ânes dans les villages. Le 3 août 2016, le gouvernement burkinabais adopte un décret « réglementant l’abattage et interdisant l’exportation » des ânes et des produits qui en sont issus,,. Cette demande a notamment été portée par l'ethnie des Yarcé et la confédération paysanne burkinabée. Cependant, les actions de terrain pour la faire respecter sont jugées insuffisantes.
En janvier 2018, la porte-parole de l'ONG Robin des Bois estime que sans mesures rapides contre le commerce chinois, l'âne aura disparu du Burkina Faso en 2023. Le 30 avril 2018, La Direction générale des services vétérinaires (DGSV) du ministère des Ressources animales et halieutiques fait incinérer 1 305 peaux d'ânes saisies chez un trafiquant récidiviste dans la banlieue de Ouagadougou.

## Pratiques

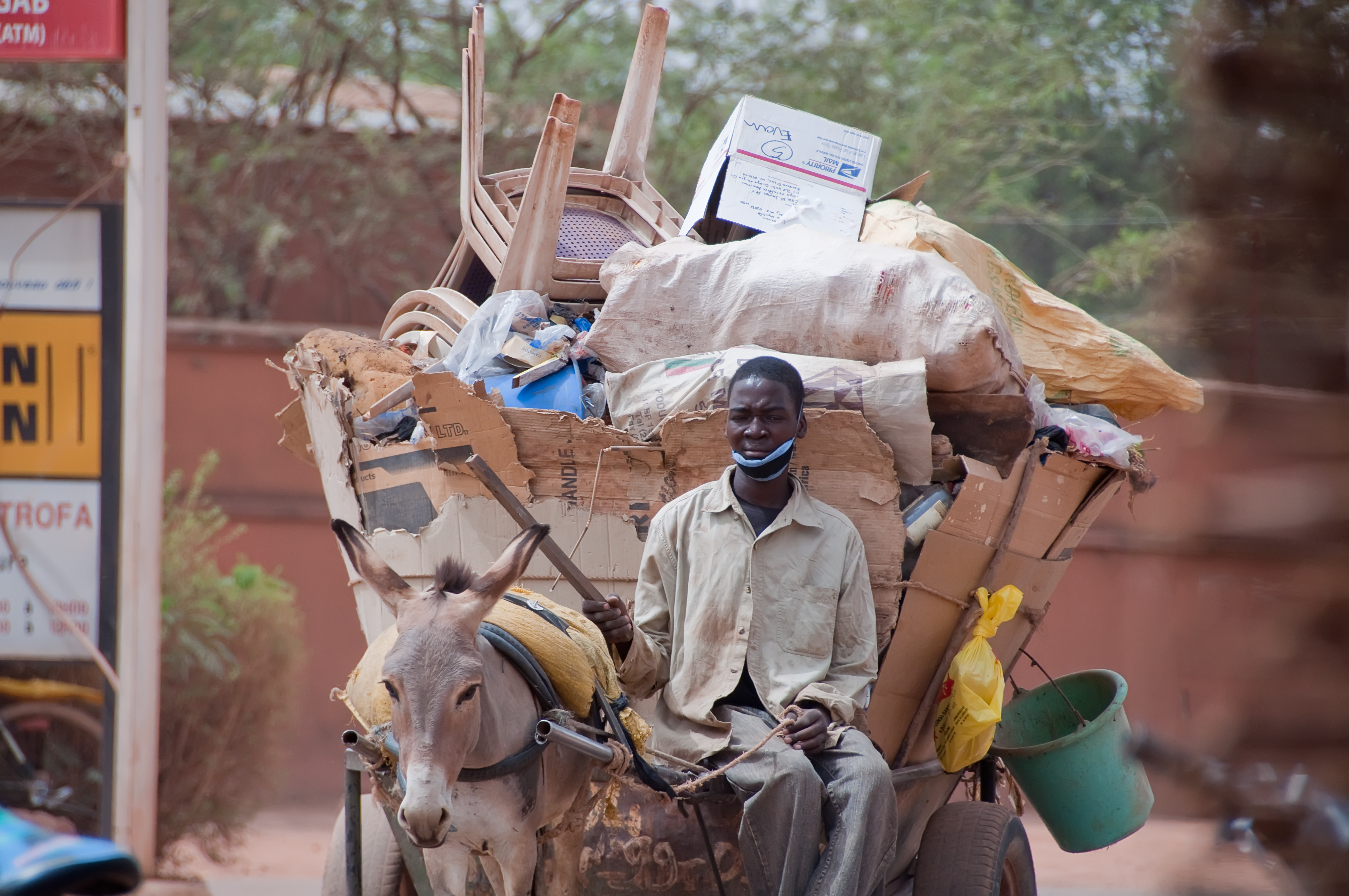
Charrette-poubelle tractée par un âne à Ouagadougou.

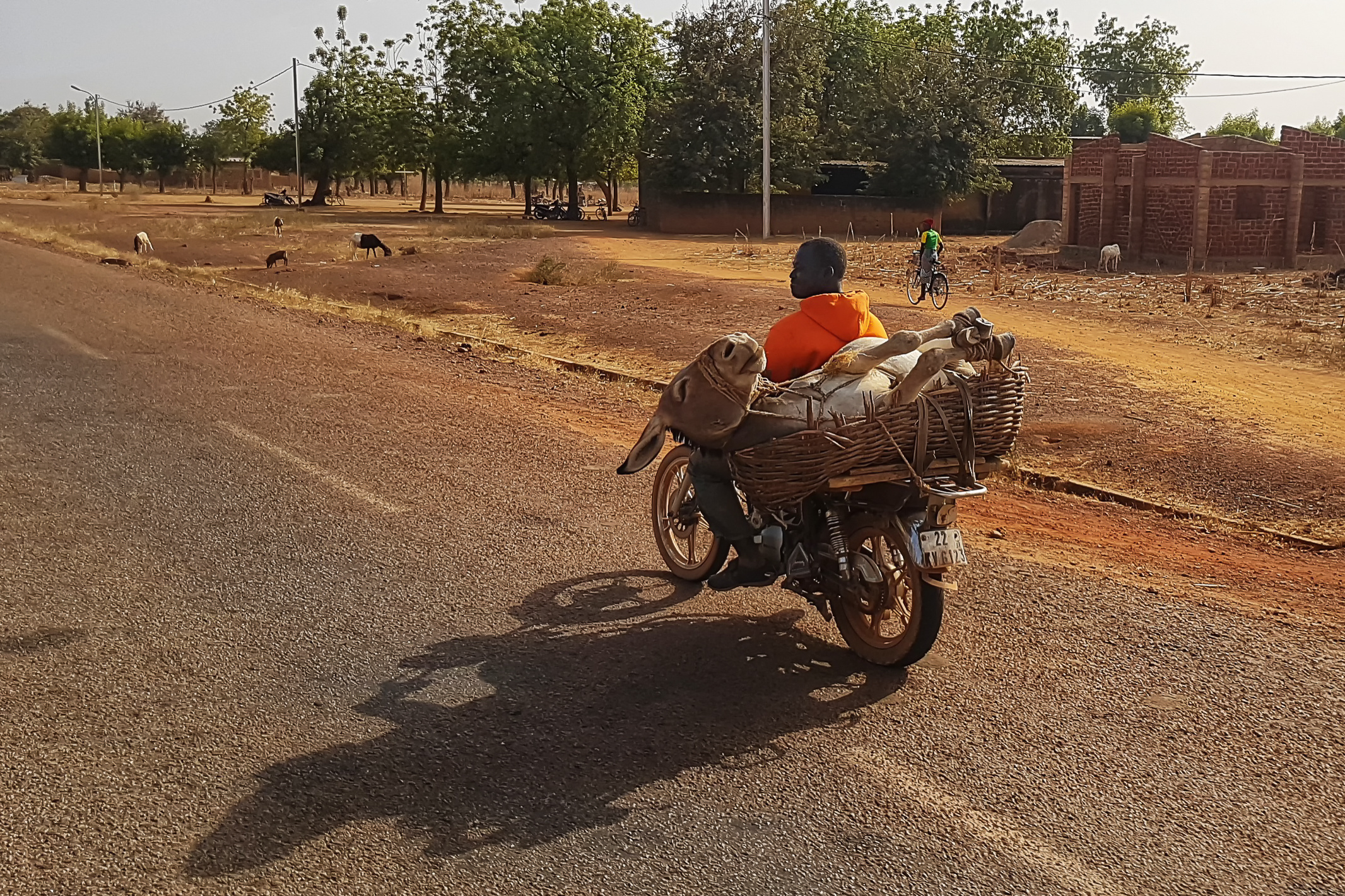
Transport d'un âne à mobylette pour vendre sa viande (ou sa peau) au marché.

L'âne est un partenaire de travail agricole ou urbain pour de nombreuses familles burkinabées, même très pauvres, que ce soit en traction ou en transport, notamment à la campagne : il remplit de fait un important rôle socio-économique,. L'âne et la charrette sont le moyen de transport dominant dans l’Oudalan et le Séno, entre autres pour transporter du bois. Dans le cadre de l'exode rural, la possession d'un âne et d'une charrette permet par exemple de récolter du sable et de le re-vendre aux chantiers de construction de la capitale Ouagadougou.
La viande d'âne est couramment consommée par plusieurs ethnies burkinabées. Bien que l'abattage soit théoriquement réglementé, dans les faits, de nombreux abattages clandestins ont lieu.

## Élevage

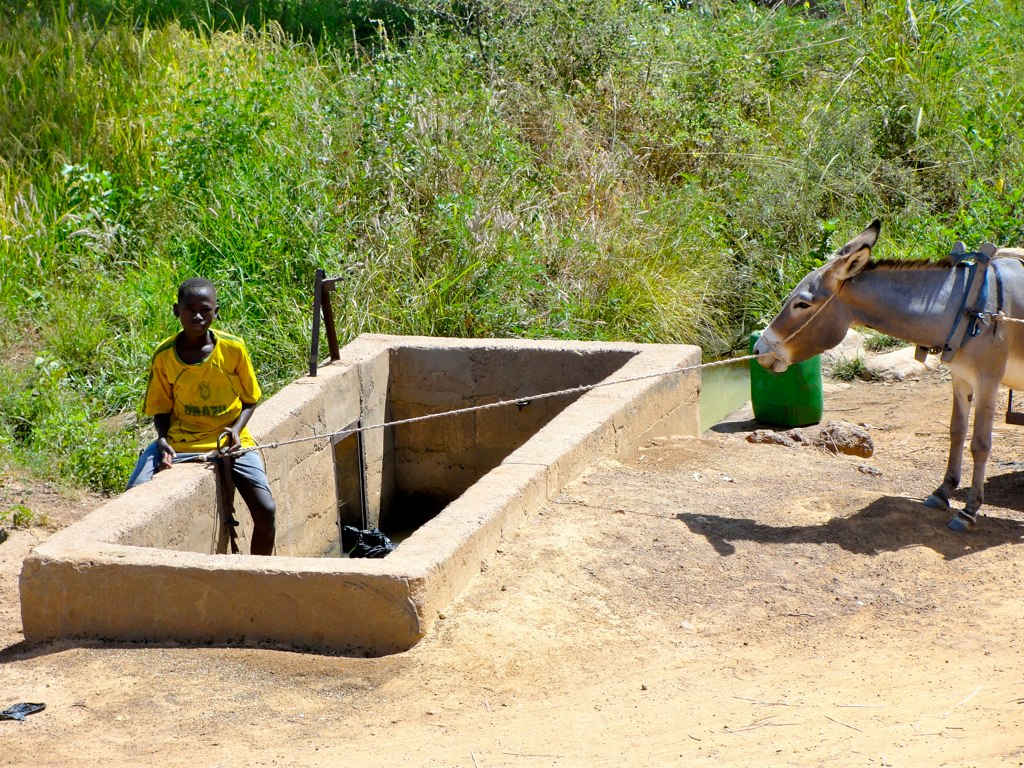
Jeune garçon burkinabé avec son âne, près d'un puits.

En 1986, un article publié dans la Revue d’élevage et de médecine vétérinaire des pays tropicaux estimait le nombre d'ânes à 300 000 au Burkina, soit 80 % des équidés du pays, avec une présence marquée dans la zone sahélienne. D'après les estimations des autorités du pays, le Burkina compte environ 1 370 000 ânes en 2015, avec un renouvellement lent des générations.
Les ânes sont parasités par des larves gastérophiles, notamment par Gasterophilus intestinalis, G. pecorum, G. nusali, G. ternicinctus et G. haemmorrhoidalis.
La région de Dafinso a fait l'objet d'une campagne d'éradication des insectes vecteurs de la trypanosomiase africaine en 1993 et 1994, la maladie ayant affecté des ânes notamment en 1992.
Début 2019, le pays est frappé par une épidémie de gourme.

## Culture
L'âne fait partie du patrimoine culturel burkinabé.